# Максимівка (Берестинський район)
Макси́мівка — село в Україні, у Берестинському районі Харківської області. Населення становить 252 осіб. Орган місцевого самоврядування — Дар-Надеждинська сільська рада.
Після ліквідації Сахновщинського району 19 липня 2020 року село увійшло до Красноградського (Берестинського) району.

## Географія
Село Максимівка знаходиться над Багатенькою , яка через 1 км впадає в річку Багата (права притока), нижче за течією примикає до села Новобогданівка.

## Історія
- 1920 — дата заснування.

## Економіка
- Молочно-товарна і свино-товарна ферми.

## Об'єкти соціальної сфери
- Школа I ступеня.